# BonairExel
BonairExel was een luchtvaartmaatschappij met als thuishaven Bonaire. De maatschappij opereerde in de periode 2003-2005.
De vluchten werden uitgevoerd vanaf de Bonairiaanse regionale luchthaven Flamingo Airport, naar Aruba, Curaçao, Sint Maarten, Venezuela en naar Florida in de Verenigde Staten. Op de nieuwe routes werd gevlogen met twee ATR42 toestellen, welke elk plaats boden aan 46 passagiers, en twee Embraer 145 toestellen, welke elk 4 stoelen meer boden.
Deze routes zorgden voor een uitbreiding in de vervoersmogelijkheden van en naar Bonaire. De nieuwe vluchten werden afgestemd op het binnenkomende en vertrekkende verkeer van de KLM. KLM verhoogde bij de oprichting van BonairExel bovendien het aantal frequenties richting de Nederlandse Antillen om haar bestaande capaciteit per 1 december 2002 verder te vergroten.
BonairExel was geen onderdeel van Exel Aviation. Het opereerde als een franchise van Exel, met Exel personeel en toestellen, maar was volledig in het bezit van Dutch Eagle Express (DEE). Nadat Exel Aviation in financiële problemen kwam besloot DEE om haar Bonair- en Curaçao Exel weg te halen uit de Exel Aviation Alliantie, en doopte de maatschappijen BonairExpress en Curaçao Express. Omdat DEE twaalf miljoen had geleend  van Exel ontstond er veel ergernis, en volgde een rechtszaak. Nadat DEE gelijk kreeg ging de organisatie met de KLM in zee voor transfers in het Caraïbisch gebied. Exel Aviation verdween vrijwel meteen en alleen Holland Exel (opgekocht door TUI) en Air Exel (verdween later in 2005 door een breuk met de KLM) bleven vliegen.